# Uravakonda
Uravakonda (en telugú: ఉరవకొండ ) es una localidad de la India, en el distrito de Anantapur, estado de Andhra Pradesh.

## Geografía
Se encuentra a una altitud de 476 m s. n. m. a 367 km de la capital estatal, Hyderabad, en la zona horaria UTC +5:30.

## Demografía
Según estimación 2010 contaba con una población de 35 642 habitantes.